# Catharose de Petri
Catharose de Petri (pseudoniem van Henny Stok-Huyser, 1902–1990) was een Nederlandse mystica en schrijfster. Ze was een van de oprichtsters van het Lectorium Rosicrucianum, een internationale spirituele school gebaseerd op een gnostieke visie op het christendom.
Catharose was al jong geïnteresseerd in esoterie en mystiek. Nadat ze kennis gemaakt had met de visie van de broers Jan en Zwier Willem Leene, leden van de Nederlandse tak van de Rosicrucian Fellowship van Max Heindel, sloot zij zich bij hen aan. De drie scheidden zich af van Heindels interpretatie van de rozenkruizerij en vormden rond de kerstdagen in 1934 hun eigen beweging: het Lectorium Rosicrucianum.
Samen met Van Rijckenborgh schreef zij verschillende boeken over de gnostieke visie van het Lectorium, die in meerdere talen worden uitgegeven door Rozekruis Pers. Daarin wordt gesproken over een omvorming van het innerlijk leven door middel van de christelijke gnosis. In 1956 ontmoetten zij Antonin Gadal, de Franse historicus van de Kathaarse geschiedenis, wiens opvattingen een grote rol speelden in de ontwikkeling van hun ideeën.
Bij het overlijden van Van Rijckenborgh in 1968 nam Catharose de Petri de leiding van de beweging over en behield deze tot haar dood in 1990. De internationale spirituele leiding van het Lectorium zet hun werk tegenwoordig op wereldwijde schaal voort.
Haar spirituele schrijversnaam is een combinatie van Katharen (Catha), Rozenkruisers (Rose) en de Graal (Petri).